# Demonax latefasciatus
Demonax latefasciatus là một loài bọ cánh cứng trong họ Cerambycidae.